# 騎行人生
《騎行人生》（韓語：라이딩 인생）是韓國Genie TV於2025年2月24日首播的原創電視劇，亦為ENA自3月3日至25日間播出的月火連續劇。改篇自高善美作家的同名小說，由《絕世網紅》、《惡之花》的金哲珪擔任導演，成允兒、趙元東編劇執筆。台灣線上OTT平台由friDay影音播出。

## 劇情概要
劇情講述即將為女兒「七歲考試」而奔波忙碌的職業媽媽，委託媽媽幫忙負責接送女兒去補習班的「騎行」任務，展開三代母女大峙洞的焦急生活。

## 演員陣容

### 主要人物
- 田慧振 飾演 李正恩

在競爭激烈的美容業擔任行銷員，將女兒瑞允的「騎行」任務交給母親智雅，在不斷的小事衝突後，對母親的未曾表達過的委屈終於爆發出來。
- 趙敏修 飾演 尹智雅

大學醫院兒童的美術治療師，應女兒正恩的請求開始幫忙接送孫女去補習班，也與人生中從未有過的新世界相遇。
- 鄭進永 飾演 李英旭

韓國大學英文系教授，在接送孫子補習班時與智雅相遇，找回了晚年人生中的心動。
- 全錫浩 飾演 洪在萬

電視購物商品企劃經理、李正恩的丈夫。縱然在職場上不停苦戰，但只要涉及家人的事情就會義無反顧地付出。
- 金莎朗 飾演 洪瑞允

正恩的女兒，與幼兒園老師及保姆阿姨相處的時間比父母還長。

### 其他人物
- 朴寶京 飾演 宋浩京
- 金郭慶熙 飾演 張美天
- 楊惠珍 飾演 申女士
- 崔德文 飾演 金經理
- 延知承 飾演 河莎娜
- 朴秀妍 飾演 鄭智淑
- 高佑麗 飾演
- 崔允素 飾演 吳慧媛
- 金太勳 飾演
- 韓彩琳 飾演 劉素妍

### 特別出演
- 孫鐘鶴
- 美嵐

## 收視率
《騎行人生》於2025年3月3日在韓國有線電視ENA開播，首集取得1.2%的收視率，低於前一檔《星星閃耀的夜晚》的開播收視（1.4%）。第2集的20至49歲收視，自第1集的0.3%成長近1倍至0.7%，30歲女性收視則以1.5%的紀錄位居同時段收視冠軍。本劇連續3集、連續4週收視上漲，並於最終第8集創下自身最高收視3.3%。
與同日播映的戲劇相比，本劇收視低於同屬有線電視的tvN月火劇《那傢伙是黑炎龍》。
| 季數 | 季數 | 每季集數 | 每季集數 | 每季集數 | 每季集數 | 每季集數 | 每季集數 | 每季集數 | 每季集數 |
| 季數 | 季數 | 1        | 2        | 3        | 4        | 5        | 6        | 7        | 8        |
| ---- | ---- | -------- | -------- | -------- | -------- | -------- | -------- | -------- | -------- |
|      | 1    | 待定     | 369      | 412      | 556      | 462      | 514      | 367      | 687      |

| 集數           | 播出日期      | 尼爾森全國收視率 | 尼爾森全國收視率 | 尼爾森首都圈收視率 | 尼爾森首都圈收視率 |
| 集數           | 播出日期      | 家庭戶比例       | 人數（百萬）     | 家庭戶比例         | 人數（百萬）       |
| -------------- | ------------- | ---------------- | ---------------- | ------------------ | ------------------ |
| 1              | 2025年3月3日  | 1.24%            | —                | —                  | —                  |
| 2              | 2025年3月4日  | 1.622%           | 0.369            | 1.746%             | 0.209              |
| 3              | 2025年3月10日 | 1.849%           | 0.412            | 1.799%             | 0.207              |
| 4              | 2025年3月11日 | 2.358%           | 0.556            | 2.323%             | 0.283              |
| 5              | 2025年3月17日 | 2.132%           | 0.462            | 2.304%             | 0.257              |
| 6              | 2025年3月18日 | 2.633%           | 0.514            | 2.538%             | 0.262              |
| 7              | 2025年3月24日 | 1.794%           | 0.367            | 2.099%             | 0.233              |
| 8              | 2025年3月25日 | 3.258%           | 0.687            | 3.121%             | 0.359              |
| 特輯           |               |                  |                  |                    |                    |
| 第1-4集 精華版 | 2025年3月11日 | 0.4%             | —                | —                  | —                  |

## 外部鏈接
- 韓國ENA官方網站
- 韓國Genie TV官方網站
- Daum上《騎行人生》的資料

| ENA 月火劇                                      | ENA 月火劇                              | ENA 月火劇 |
| ----------------------------------------------- | --------------------------------------- | ---------- |
|                                                 | 騎行人生 （2025年3月3日—2025年3月25日） |            |
| 星星閃耀的夜晚 （2024年12月23日—2025年1月28日） | 新兵3 （2025年4月7日—2025年4月29日）    |            |